# Michael Bradley (rugby à XV, 1962)
Pour les articles homonymes, voir Michael Bradley et Bradley.
Pas d'image ? Cliquez ici

a Compétitions nationales et continentales officielles uniquement.

b Matchs officiels uniquement.
Michael Bradley, né le 17 novembre 1962 à Cork, est un joueur de rugby à XV qui a évolué avec l'équipe d'Irlande au poste de demi de mêlée.

## Biographie
Michael Bradley dispute son premier test match, le 10 novembre 1984 contre l'équipe d'Australie. Son dernier test match est contre l'équipe de Nouvelle-Zélande le 27 mai 1995, dans le cadre de la coupe du monde 1995. Il est quinze fois capitaine de l'équipe d'Irlande. Il dispute quatre matchs de la Coupe du monde 1987 et un match de la Coupe du monde 1995.
Après sa carrière de joueur, il devient entraîneur, et dirige la province du Connacht entre 2003 et 2010. En 2008, il occupe brièvement le poste de sélectionneur de la sélection irlandaise, par intérim à la suite de la démission d'Eddie O'Sullivan. Il fait ensuite partie du staff de l'équipe de Géorgie en tant qu'entraîneur adjoint.
En 2011, il prend la tête de l'équipe écossaise d'Edinburgh Rugby. Il quitte le club en 2013.
Il retourne ensuite entraîner la Géorgie, toujours en tant qu'adjoint, au sein du staff dirigé par Milton Haig.
En 2017, il s'engage avec le CSM Bucarest dans le championnat roumain. Six mois plus tard, il est nommé entraîneur en chef de l'équipe italienne des Zebre. Il est licencié de son poste en janvier 2022.

## Palmarès
- Vainqueur du Tournoi des Cinq Nations en 1985

## Statistiques en équipe nationale
- 40 sélections (+3 non officielles)
- 21 points (5 essais)
- Sélections par années : 1 en 1984, 4 en 1985, 5 en 1986, 8 en 1987, 4 en 1988, 1 en 1990, 2 en 1992, 5 en 1993, 7 en 1994, 3 en 1995
- Tournois des Cinq Nations disputés:  1985,  1986, 1987, 1988, 1990, 1992, 1993, 1994, 1995